# Jochem Verberne
Joachim ”Jochem” Hermanus Jacobus Verberne (født 19. januar 1978 i Alkmaar) er en hollandsk tidligere roer.
Verberne deltog i  OL 2000 i Sydney i dobbeltfirer. Med en andenplads i indledende heat gik hollænderne i semifinalen, hvor de med en ny andenplads kvalificerede sig til A-finalen. Her måtte de se sig besejret af den italienske båd, men med andenpladsen blev det til sølv for Verberne og holdkammeraterne, Michiel Bartman, Dirk Lippits og Diederik Simon.

## OL-medaljer
- 2000:  Sølv i dobbeltfirer